# Lisa Goes Gaga
«Lisa Goes Gaga» (укр. «Ліса і Ґаґа») — фінальна, двадцять друга, серія двадцять третього сезону мультсеріалу «Сімпсони», прем'єра якої відбулась 20 травня 2012 року у США на телеканалі «Fox».

## Сюжет
Експрес Леді Ґаґи проїжджає через Спрінґфілд. Леді Ґаґа вирішує зупинитися та відвідати місто після того, як дізнається, що воно має найнижчу самооцінку з усіх міст на планеті.
Тим часом у Спрінґфілдській початковій школі відбувається нагородження «Student Choice Awards», і Ліса Сімпсон отримує нагороду як найменш популярна учениця. Через це дівчинка впадає в депресію. Під час вечері Мілгаус показує Лісі шкільну онлайн-дошку оголошень. Там користувач з ніком «Правдолюб» пишу позитивні публікації про Лісу, на її подив.
Наступного дня дівчинка радіє, дізнавшись, що її однокласники тепер хочуть подружитися з нею після того, як прочитали публікації «Правдолюба». Однак, з рюкзака Ліси випадково падає блокнот із повідомленнями «Правдолюба», навіть ще не опублікованими. Барт, що підняв блокнот, публічно викриває, що Ліса є «Правдолюбом» і власноруч писала схвальні повідомлення, намагаючись змінити свій статус найменш популярного учня в школі. Через це учні починають називати Лісу «Брехлом» і роблять з неї вигнаницю, через що дівчинка втікає у сльозах. У цей час екстрасенсорна сила попереджає Ґаґу про ситуацію, в якій перебуває Ліса, і вона хоче допомогти їй.
У домі Сімпсонів Гомер і Мардж намагаються з усіх сил підняти настрій Лісі, але безуспішно. Гомер бачить по телевізору репортаж про приїзд Ґаґи, тож запрошує Лісу. Дівчинка неохоче погоджується.
Після приїзду поїзда Ґаґу вітають місцеві жителі. Вона влаштовує міні-концерт на вокзалі. Після цього концерту Ґаґа знову отримує внутрішній сигнал і знаходить Лісу в натовпі. Співачка зникає зі сцени і з'являється біля Ліси «інкогніто».
Вдома у Сімпсонів Ґаґа читає шкільну дошку оголошень і всі негативні коментарі, які були написані після викриття. Ґаґа намагається навчити Лісу, що бути самим собою краще, ніж бути схожим на когось іншого. Однак це не допомагає і Ліса залишається наодинці засмученою. Леді Ґаґа клянеться, що не піде, доки не підніме настрій і самооцінку Лісі.
Наступного ранку Мардж і Ґаґа виявляють, що Ліса втекла минулої ночі й не повернулася додому. Ліса повернулася до школи, де однолітки продовжують знущатися над нею. Коли з'являється Ґаґа і каже дівчинці, що «цю вечірку „я себе жалію“ закриває поліція усмішок!» Ліса не витримує і спалахує гнівом. Вона каже Ґазі, що засуджує її і не потребує її допомоги, через що Ґаґа втікає, залишаючи за собою лише крихітні діамантові сльози.
Ліса ховається в будиночку на дереві Барта. Гомер кличе її спуститися, щоб поговорити. Не слухавши незв'язаних балакань Гомера, Ліса усвідомлює, якою невдячною вона була до Леді Ґаґи.
Тим часом на Спрінґфілдському вокзалі сумна Ґаґа прощається зі своїми шанувальниками. Коли поїзд починає рухатися, Ліса прибігає і швидко вскакує на нього. Ліса дякує Ґазі та пояснює, що вона допомогла їй дозволивши виплескнути на Ґаґу 8 років гніву та неприйняття. Тоді Ліса починає декламувати все, що їй подобається в собі. Тоді співачка каже, що потрібно ще зробити лише одну річ, — заспівати. Ґаґа і Ліса виконують пісню самосприйняття перед натовпом жителів Спрінґфілда. В результаті до Ліси повертається впевненість, а однокласники вже не засуджують її.

## Виробництво
У серпні 2011 року вперше стало відомо, що Леді Ґаґа виступить у ролі запрошеної зірки у «Сімпсонах». Продюсер серіалу Джеймс Брукс переглянув інтерв'ю Ґаґи з Андерсону Куперу у програмі «60 хвилин» в лютому 2011 року. Це спонукало виконавчого продюсера Ела Джіна написати сценарій і надіслати їй листа для схвалення участі в шоу. Джін згадував: «Її справді схвилювало все це. Після того, як вона підписалася на це, вона двічі заходила, щоб записати діалог, і удруге ми показали їй чорнову версію [сценарія]». Попри це, Ґаґа зізналася, що робота із творчою командою серіала була «однією з найкрутіших речей, які [вона] коли-небудь робила».
Під час запису реплік спочатку Ґаґа боялася. Це змусило її переглянути сатиричний характер «Сімпсонів», щоб краще зрозуміти, як грати. Співачка пояснила: «Їхні персонажі настільки неймовірно переконливі, щирі, дикі та кумедні, що мені доводилося постійно нагадувати собі про щирість гумору. Це те, на чому я намагалася зосередитись — не надавати надто великого характеру персонажу, і справді бути максимально щирою в репліках».
Творець шоу Метт Ґрюйнінґ заявив, що «від самого початку він завжди хотів мати найбільш знакових особистостей нашого часу, і вона є [такою]».
Команда дизайнерів «Сімпсонів» розробила 18 вбрань, щоб доповнити відверту й ексцентричну репутацію Ґаґи. Багато костюмів змодельовано із попередніх нарядів, які носила співачка, включно з її м'ясною сукнею та сукнею жабеняти Керміта. Ел Джін коментував: «Ми провели багато досліджень, озираючись на її старе вбрання, і вона дійсно була в мільйоні різних речей, мала мільйон різних образів».
У серії згадується багато аспектів кар'єри Леді Ґаґи. Музичний номер «You're All My Little Monsters» спеціально створений для епізода і є пародією на «маленьких монстрів» — фразою, яку Ґаґа використовує при зверненні до своїх шанувальників. Сама пісня є мультяшною версією пісні Ґаґи «Born This Way» 2011 року.

## Цікаві факти і культурні відсилання
- Під час фінальних титрів Гомер співає «Homer Face», пародію на пісню Ґаґи «Poker Face».
  - У фінальних титрах диктор рекламує короткометражку «Найдовший день Меґґі».

## Ставлення критиків і глядачів
Під час прем'єри серію переглянули 4,82 млн осіб з рейтингом 2.1, що зробило її другим найпопулярнішим шоу на каналі «Fox» тієї ночі, після «Сім'янина».
Ровен Кайзер з «The A.V. Club» дав серії оцінку B-, сказавши, що «все ж, як би не дратувала ця серія за задумом і загалом за виконанням, дивитися її було не так боляче».
Тереза Лопес з «TV Fanatic» дала серії три з половиною з п'яти зірок, сказавши, що «для фіналу сезона, який так сильно розкручували за попередні кілька тижнів, серія була трохи невтішною… Епізод, врешті-решт, перетворився на тривалий ґеґ про ексцентричність Ґаги та переспів усіх її найбільш „шокуючих“ моментів».
Керолайн Вестбрук з британської газети «Metro» схвально оцінила акторську гру Леді Ґаґи і ствердила, що у Ґаґи було багато пам'ятних моментів протягом серії.
Водночас, згідно з голосуванням на сайті The NoHomers Club більшість фанатів оцінили серію на 0/5 із середньою оцінкою 1,51/5. За результатами голосувань 2014 і 2019 років фанати обирали серію як найгірший епізод «Сімпсонів» серед HD-серій, виконавчим продюсером яких був Ел Джін (2014), і як найгірший епізод «Сімпсонів» (2019).